# Tsūtenkaku
Tsūtenkaku (japanska: 通天閣, tornet som når upp till himlen) är ett utsikts- och TV-torn i Osaka i Japan. Det har blivit ett kännetecken för staden med reklam för Hitachi. Tornet ligger i Shinsekai-distriktet i Naniwa-ku. Tsūtenkaku är 103 meter högt och har en utsiktsplattform på 91 meters höjd.

## Historia

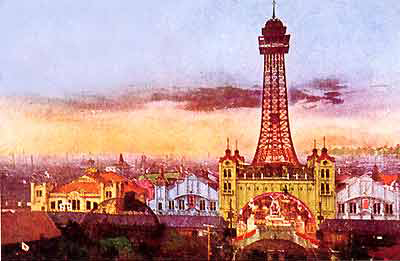
Shinsekai Luna Park, ca 1912.

Det nuvarande tornet är det andra på samma plats. Originalet, som  lånade drag av både Eiffeltornet och Triumfbågen i Paris, uppfördes år 1912. Det hade förbindelse till den intilliggande nöjesparken Luna Park med en kabinbana. Med en höjd på 64 meter var det Asiens näst högsta byggnad på sin tid. Tornet blev snabbt populärt bland befolkningen och lockade besökare från när och fjärran. Det skadades svårt i en brand år 1943 och monterades ned. Materialet återanvändes till krigsmateriel.

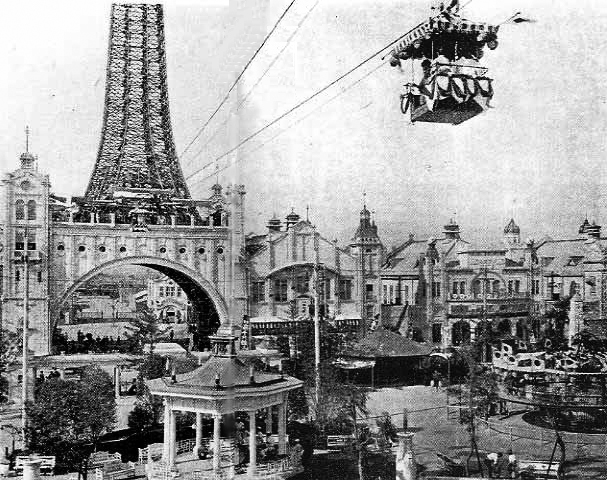
Kabinbanan med Tsūtenkaku i bakgrunden, 1912

Efter andra världskriget ville befolkningen i Osaka låta bygga upp tornet igen och bolaget Tsūtenkaku Kanko Co. Ltd. bildades. Man anlitade den kända japanska arkitekten Tachū Naitō, som har ritat många torn i Japan, för arbetet. Det oktogonala tornet av stål invigdes år 1956.
På utsiktsplattformen på femte våningen finns en staty av Billiken (lyckans gud). Billiken var en populär figur som kom till Japan från USA omkring år 1910. En trästaty av honom ställdes upp i nöjesparken, men försvann när parken stängdes år 1923. En kopia tillverkades efter ett gammalt foto och ställdes upp i tornet år 1979. Idag är statyn en viktig del av tornet och tusentals besökare lägger ett mynt i sparbössan och gnuggar hans fötter i hopp om att få sina önskningar uppfyllda. 
Tsūtenkaku var berömt för sina neonljus som ändrade färg med några års mellanrum (utom under oljekrisen 1974–1976 då de var släckta). År 2011 byttes neonljusen ut mot lysdioder (LED), som byter färg varannan månad efter årstiden. Under körsbärsblomningen i mars–april är de till exempel rosa. Ljusen bildar en reklamtext för Hitachi som har varit sponsor för tornet sedan 1957. Två rader lampor på toppen av tornet visar nästa dags väder med olika färger.